# 3 Natsu Natsu Mini Berryz
Albums de Berryz Kōbō
Dai 2 Seichōki
(2005) 4th Ai no Nanchara Shisū
(2007)
Compilations par Berryz Kōbō
Special! Best Mini
(2005)
Singles
1. Jiriri Kiteru
Sortie : 29 mars 2006

3 Natsu Natsu Mini Berryz (③夏夏ミニベリーズ) est un mini-album du groupe de J-pop Berryz Kōbō.

## Présentation
C'est officiellement le troisième album du groupe, sorti pour les vacances d'été le 5 juillet 2006 au Japon sur le label Piccolo Town. Il est écrit, composé et produit par Tsunku, et atteint la 20e place du classement des ventes hebdomadaire de l'Oricon. Il sort aussi en édition limitée avec une pochette différente et inclus dans une boite contenant en supplément un ballon de plage et une paire de sandales.
L'album ne contient que six titres : un sorti précédemment en single (Jiriri Kiteru), deux nouvelles chansons, et trois reprises de singles d'artistes affiliés du Hello! Project. Toutes ces chansons ont pour thème les vacances d'été. Les trois reprises ne sont interprétées que par quelques membres du groupe ou en solo.

## Formation
Membres créditées sur l'album :
- Saki Shimizu
- Momoko Tsugunaga
- Chinami Tokunaga
- Miyabi Natsuyaki
- Māsa Sudō
- Yurina Kumai
- Risako Sugaya

## Pistes
1. Jiriri Kiteru (ジリリ キテル?) (10e single)
2. Maji Natsu Sugiru (マジ夏すぎる?)
3. Natsu Remember You (夏 Remember you?)
4. Yeah! Meccha Holiday (Yeah! めっちゃホリディ?) (interprété par Risako Sugaya ; reprise du single Yeah! Meccha Holiday de Aya Matsuura)
5. Chu! Natsu Party (チュッ！夏パ～ティ?) (interprété par Kumai, Natsuyaki et Tokunaga ; reprise du single Chu! Natsu Party de 3nin Matsuri)
6. Halation Summer (ハレーションサマー?) (interprété par Shimizu, Sudō et Tsugunaga ; reprise du single Halation Summer de Coconuts Musume)